# Jess Park
Jessica Park, née le 21 octobre 2001 à Brough, est une footballeuse internationale anglaise, qui joue au poste d'attaquante à Manchester City.

## Biographie

### En club
Jess Park fait ses débuts avec Manchester City le 6 décembre 2017, par une victoire 3-2 contre Doncaster Belles en Coupe de la Ligue.
Le 4 avril 2020, Jess Park signe son premier contrat professionnel avec Manchester City, la gardant au club jusqu'en 2023,.
Le 14 juin 2022, Jess Park signe un contrat jusqu'en 2026. Après avoir signé, elle déclare : "C'est mon club."
En juillet 2022, Jess Park rejoint Everton sous la forme de prêt.

### En sélection
Le 27 septembre 2022, Park reçoit sa première convocation internationale avec l'équipe senior pour les matches amicaux contre les États-Unis et la Tchéquie.
Park fait ses débuts seniors en entrant au jeu à la 89e minute lors d'un match amical contre le Japon le 11 novembre 2022. Un peu plus d'une minute plus tard, elle marque son premier but international, le quatrième d'une victoire 4-0.

## Statistiques de carrière

### Club
| club              | Saison            | Ligue             | Ligue  | Ligue | Coupe FA | Coupe FA | Coupe de la Ligue | Coupe de la Ligue | Continental | Continental | Autre  | Autre | Total  | Total |
| club              | Saison            | Division          | Matchs | Buts  | Matchs   | Buts     | Matchs            | Buts              | Matchs      | Buts        | Matchs | Buts  | Matchs | Buts  |
| ----------------- | ----------------- | ----------------- | ------ | ----- | -------- | -------- | ----------------- | ----------------- | ----------- | ----------- | ------ | ----- | ------ | ----- |
| Manchester City   | 2017-2018         | WSL 1             | 0      | 0     | 0        | 0        | 1                 | 0                 | 0           | 0           | —      | —     | 1      | 0     |
| Manchester City   | 2018-2019         | WSL               | 2      | 0     | 0        | 0        | 3                 | 1                 | 0           | 0           | —      | —     | 3      | 1     |
| Manchester City   | 2019-2020         | WSL               | 2      | 0     | 4        | 3        | 3                 | 0                 | 1           | 0           | —      | —     | 10     | 3     |
| Manchester City   | 2020-21           | WSL               | 9      | 0     | 0        | 0        | 4                 | 2                 | 2           | 0           | —      | —     | 15     | 2     |
| Manchester City   | 2021–22           | WSL               | 13     | 0     | 5        | 0        | 6                 | 2                 | 1           | 0           | —      | —     | 25     | 2     |
| Manchester City   | Total             | Total             | 26     | 0     | 7        | 3        | 17                | 5                 | 4           | 0           | 0      | 0     | 52     | 8     |
| Everton (prèt)    | 2022-2023         | WSL               | 6      | 1     | 0        | 0        | 1                 | 0                 | -           | -           | -      | -     | 7      | 1     |
| Total de carrière | Total de carrière | Total de carrière | 32     | 1     | 9        | 3        | 18                | 5                 | 4           | 0           | 0      | 0     | 59     | 9     |

1. ↑  Includes the Women's FA Cup
2. ↑  Includes the WSL Cup/Women's League Cup
3. ↑  Includes the UEFA Women's Champions League

### International
Statistiques exactes au match joué le 11 novembre 2022.
| Année | Angleterre | Angleterre |
| Année | Matchs     | Buts       |
| ----- | ---------- | ---------- |
| 2022  | 1          | 1          |
| Total | 1          | 1          |

#### Buts internationaux
| Non. | Date             | Lieu                           | Adversaire | Score | Résultat | Concurrence | Ref.  |
| ---- | ---------------- | ------------------------------ | ---------- | ----- | -------- | ----------- | ----- |
| 1    | 11 novembre 2022 | Pinatar Arena, Murcie, Espagne | Japon      | 4–0   | 4–0      | Amical      | [ 6 ] |

## Palmarès

### En club
Manchester City
- Coupe FA féminine : 2019-2020 [7]
- Coupe FA WSL : 2021–22

Individuel
- Équipe du tournoi du Championnat féminin des moins de 17 ans de l'UEFA : 2018 [8]